# Obsluhoval jsem anglického krále
Obsluhoval jsem anglického krále é um filme de drama tcheco de 2006 dirigido e escrito por Jiří Menzel. Foi selecionado como representante da República Tcheca à edição do Oscar 2007, organizada pela Academia de Artes e Ciências Cinematográficas.

## Elenco
- Ivan Barnev - Jan Dítě (jovem)
- Oldrich Kaiser - Jan Dítě
- Julia Jentsch - Liza
- Martin Huba - Skřivánek
- Marián Labuda - Walden
- Milan Lasica - Professor
- Zuzana Fialová - Marcela
- Josef Abrhám - Brandejs
- Jaromír Dulava - Karel
- Pavel Nový - General
- István Szabó
- Petra Hřebíčková - Jaruška